# 79 (szám)
A 79 (hetvenkilenc) a 78 és 80 között található természetes szám.

## A szám a matematikában
A tízes számrendszerbeli 79-es a kettes számrendszerben 1001111, a nyolcas számrendszerben 117, a tizenhatos számrendszerben 4F alakban írható fel.
A 79 páratlan szám, prímszám. Kanonikus alakja 791, normálalakban a 7,9 · 101 szorzattal írható fel. Két osztója van a természetes számok halmazán, ezek növekvő sorrendben: 1 és 79.
Mírp. Pillai-prím.
Fortunátus szám.
Szigorúan nem palindrom szám.
Másodfajú Leyland-prím, tehát felírható {\displaystyle x^{y}-y^{x}} alakban.
Boldog szám.
Higgs-prím.
Kynea-szám (felírható (2n + 1)2 − 2 alakban).
Szerencsés szám.
Reguláris prím.
A {\displaystyle p={{2^{79}+1} \over 3}=201487636602438195784363} Wagstaff-prímet előállító prímszám.
A 79 az első szám, ami pontosan 7 különböző szám valódiosztó-összegeként áll elő, ezek a 365, 497, 737, 1037, 1121, 1457 és 1517.

## A tudományban
- A periódusos rendszer 79. eleme az arany.